# أنتوني كاروسو (ممثل)
أنتوني كاروسو (بالإنجليزية: Anthony Caruso)‏ مواليد 07 أبريل 1916 في فرانكفورت، الولايات المتحدة - الوفاة 04 أبريل 2003 في لوس أنجلوس، كاليفورنيا، الولايات المتحدة، هو ممثل أمريكي بدأ مسيرته الفنية سنة 1940. امتدت مسيرته الفنية لأكثر من 50 عاما. من أعماله بيري ماسون وغان سموك.

## روابط خارجية
- أنتوني كاروسو على موقع IMDb (الإنجليزية)
- أنتوني كاروسو على موقع ألو سيني (الفرنسية)
- أنتوني كاروسو على موقع ميوزك برينز (الإنجليزية)
- أنتوني كاروسو على موقع أول موفي (الإنجليزية)
- أنتوني كاروسو على موقع قاعدة بيانات الأفلام السويدية (السويدية)
- أنتوني كاروسو على موقع إن إن دي بي (الإنجليزية)
- أنتوني كاروسو على موقع قاعدة بيانات الفيلم (الإنجليزية)
- أنتوني كاروسو على موقع كينوبويسك (الروسية)